# Johan Gabriel Richert

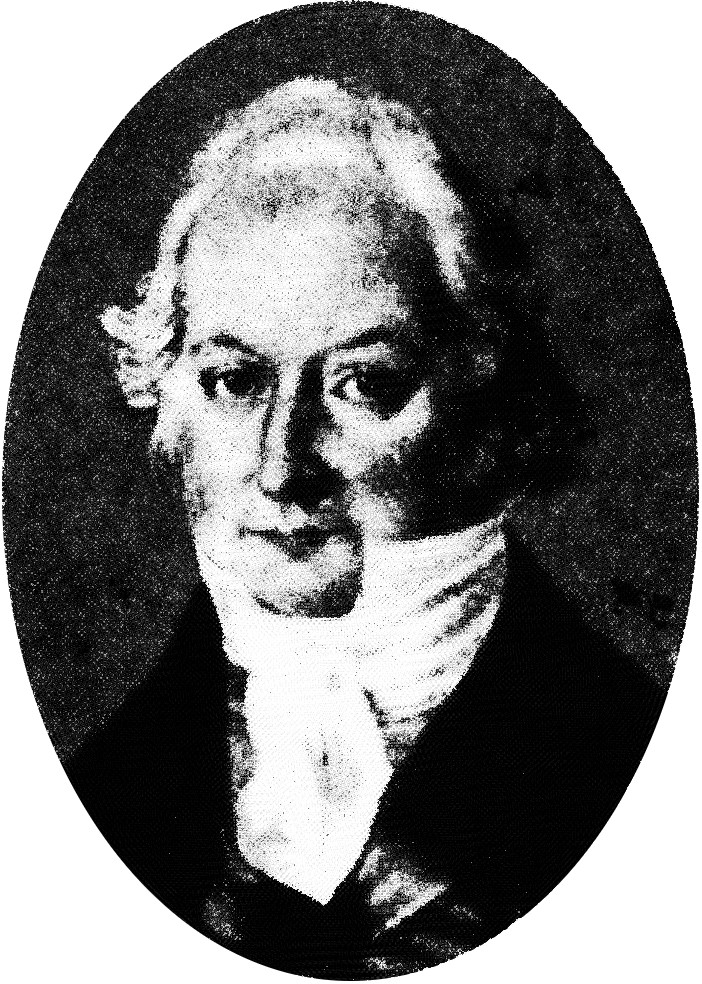
Johan Gabriel Richert (1784-1864). Bild från Nordisk Familjebok.

Johan Gabriel Richert, född 25 mars 1784 i Tidavad, död den 2 januari 1864 i Göteborg, var en svensk rättslärd och politiker. Han var en av Sveriges mest framstående och inflytelserika jurister under tidigare hälften av 1800-talet och anses vara den svenska liberalismens fader. Han anslöt sig närmast till den "Benthamitiska" riktningen, dock hos honom modifierad genom religiös och kantiansk idealism. Han var far till Josef Richert samt farbror till Johan Christer Emil och Mårten Birger Richert.

## Biografi

### Studier och tidig karriär
Släkten Richert härstammar från Frankrike, varifrån en del av dess medlemmar lär ha flytt under hugenottförföljelserna och funnit en fristad i Tyskland. Därifrån emigrerade en Richert på 1600-talet till Ronneby som affärsman. Johan Gabriel Richerts far Johan Richert var en mycket ansedd häradshövding i Vadsbo domsaga i Västergötland.
Efter blott två terminers studier vid Lunds universitet avlade Johan Gabriel Richert år 1801 juridisk examen och ägnade sig omedelbart åt praktisk juridisk verksamhet som auskultant i Göta hovrätt och biträde åt sin far Johan Richert, som var häradshövding i Vadsbo domsaga. Härunder förvärvade han genom självstudier en grundlig juridisk, filosofisk och historisk bildning, varåt sedermera gavs ett lysande erkännande genom Lunds universitets försök 1842 att fästa honom vid sig som juris professor, vilket han avböjde.
Under sin domartjänstgöring uppträdde Richert mot vad han ansåg vara byråkratiska övergrepp av landshövdingämbetet i Skaraborgs län. I den härav uppkomna konflikten, som tycktes hota att avbryta hans domarbana, erhöll han visserligen inte 1813 den upprättelse han önskade från regeringen, men han belönades i stället samma år med häradshövdings namn, heder och värdighet jämte tur och befordringsrätt och fick kort därpå ett ännu större förtroendebevis.

### Reformarbete inom lagstiftningen
På riksdagens initiativ hade 1811 lagkommittén tillsatts. Assessorn Olof Zenius, som i kommittén företrädde en liberal uppfattning och i Richert hoppades få ett stöd, lyckades övertyga regeringen att 9 februari 1814 kalla Richert till ledamot av kommittén. Därmed öppnades för Richert det verksamhetsfält, som framför allt skulle ge honom tillfälle att göra sina idéer och kunskaper gällande.
Richert var en anhängare av åsikten att straffen inte endast borde verka avskräckande på den felande utan även syfta till dennes förbättring, och han var en stark motståndare till alla grymma och förråande strafformer, såsom vatten- och brödstraff, schavottering och spöstraff. Han var också kritisk till dödsstraff och trodde att dödsstraffet snart skulle avskaffas, även om tiden inte var mogen för det då en majoritet ännu ansåg att strafformen var nödvändig.
Under sin anställning i lagkommittén valdes Richert av 1818 års riksdag till en av kommitterade för tryckfrihetens vård, utnämndes av regeringen 1820 till ständig sekreterare vid justitiekanslersexpeditionen med titel förste expeditionssekreterare och erhöll 1821 Sevede, Tunaläns och Aspelands domsaga i Kalmar län, som han 1822 fick utbyta mot Kinnefjärdings, Kinne, Skånings och Laske häraders domsaga i sin födelsebygd.
För att sköta denna tjänst begärde och erhöll han 1823 entledigande från lagkommittén, vartill torde medverkat, att han vid denna tid ådragit sig Karl XIV Johans misshag genom sina förbindelser med den liberala riksdagsoppositionen. Hans vänner inom denna sökte då få honom vald till justitieombudsman, men han valdes endast till suppleant, och då den valde (Ehrenborg ) omedelbart därefter avled, beredde Richert sina vänner missräkningen att avsäga sig efterträdarskapet. Orsaken till detta torde främst ha varit en motvilja mot offentligt framträdande, men också en viss ringaktning för själva justitieombudsmannainstitutionen. Samtidigt avböjde han också ifrågasatt inträde i Högsta domstolen, men följande år återinträdde han, i enlighet med Karl Johans önskan, i lagkommittén och var sedan där verksam till 1832, då dess arbeten i huvudsak avslutades.

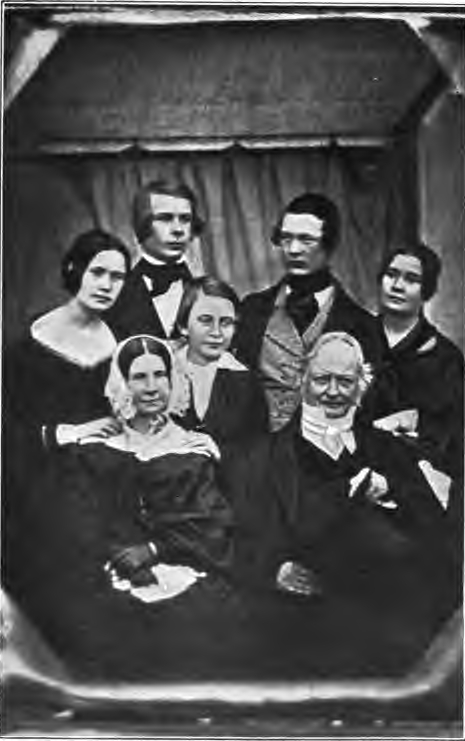
Richert med familj. Dagerrotypi från mitten av 1840-talet.

Den därvid avlämnade motiveringen till förslaget om kriminallag var väsentligen Richerts verk. Richert återtog sin domartjänst och bosatte sig på sin egendom Truveholm i Västergötland, men medverkade i utarbetandet av lagkommitténs 1833 avgivna svar på de mot dess kriminallagsförslag framställda anmärkningarna (tryckt 1834).
Lagkommitténs förslag till nya civil- och kriminallagar blev emellertid inte under Karl Johans tid genom regeringsproposition framlagda för ständerna, vilket väsentligt torde berott på, att Rosenblad 1829 som justitiestatsminister efterträtt den mot reformarbetet gynnsamt stämde Gyllenborg.
Under den politiska krisen vid 1840 års riksdag ville Olof Fåhræus och de övriga statsråden, att Richert skulle bli justitiestatsminister, men ovisst är, om Karl Johan skulle varit med härom, och dessutom var Richert inte benägen. Då en lagberedning 1841 på riksdagens begäran tillsattes för att granska lagkommitténs förslag, var emellertid en plats däri tillämnad Richert, men saken gick om intet, emedan Karl Johan inte ville finna sig i hans villkor om Johan Ludvig Johansson Boijes utestängning från beredningen. Om Richert inte kan sägas ha varit Karl Johans man, så åtnjöt han så mycket större förtroende hos hans efterträdare, vilken som kronprins haft Richert till lärare i sina statsvetenskapliga studier och var en varm anhängare av hans liberala lagstiftningsprinciper.

### Fortsatt reformarbete under Oscar I
Omedelbart efter sitt trontillträde sökte Oscar I förmå Richert att bli statsråd. Men denne tillbakavisade även detta anbud. Däremot mottog han nu plats i lagberedningen, och vid 1844 års riksdag framlade regeringen ett på dennas och lagkommitténs arbete grundat förslag till strafflag och lag om fängelsestraff. Då ständerna ej hann med en fullständig granskning av detta, sökte kung Oskar förmå dem att avge en förklaring om gillande av förslagens huvudgrunder, och en sådan beslöts också av tre stånd, varvid adelns bifall till ej ringa del torde ha berott på hoppet att genom detta tillmötesgående förmå kungen att vägra sanktion på ett motionsvis ur lagkommitténs civillagsförslag utbrutet och av tre stånd antaget förslag om lika arvsrätt för söner och döttrar. Kungen sanktionerade det emellertid, därvid utan tvivel väsentligen påverkad av Richert. Därmed hade en av de idéer, för vilka denne ivrat i lagkommittén, avgått med seger, men samma omedelbara framgång rönte inte hans övriga arbeten på lagstiftningsreformen.
Vid 1847 års riksdag avslog adel och präster (trots den gillande principförklaringen) de av regeringen åter framlagda straff- och fängelselagsförslagen och beslöt i stället med anslutning till en reservation av lagutskottets ordförande greve Sparre ett uttalande för ett blott partiellt reformarbete. De två andra stånden hann inte under riksdagen slutbehandla ärendet, och förslagen föll således. I enlighet med deras humanitära principer genomfördes dock under de följande åren åtskilliga reformer, men först omkring en månad efter Richerts död utfärdades 1864 års i huvudsak på dessa principer byggda strafflag. Han hade dock fått uppleva dess antagande av riksdagen 1862-63, vars lagutskott sände honom en hyllningsskrivelse.
Sedan lagberedningen avlämnat strafflagsförslagen, upplöstes den 1845, men samtidigt tillsattes en ny lagberedning för revidering av civillags- och rättegångsordningsförslagen, och även där fick Richert plats. Dess arbeten avslutades 1851. På grundval av dem kom inte någon genomgripande förändring av rättegångsväsendet stånd, inte heller ledde de till, att de civilrättsliga balkarna i 1734 års lag byttes ut mot en ny civillag, men genom en mängd partiella reformer ombildades dock den svenska privaträtten mycket i enlighet med Richerts idéer, vilkas ledande grundtanke var dels upphävande av skillnaden mellan lands- och stadsrätt, dels den liberala laisser faire-principens och individualismens tillämpning på familje- och egendomsförhållanden.
Vid nya lagberedningens upplösning 1851 återvände Richert till sin domsaga. En vid riksdagen samma år väckt motion, att den pension han sedan 1834 uppburit för sitt deltagande i lagkommittén, skulle höjas, lyckades hans konservativa motståndare få förkastad, men 1856 års riksdag beviljade med anledning av då framställda motioner förhöjningen, så att han sedan till sin död uppbar en årlig pension av 3 000 riksdaler riksmynt. Sin domsaga behöll han till sin död, men sedan 1862 bodde han om vintrarna i Göteborg. Regeringen ville som ett erkännande av hans förtjänster låta hans änka behålla pensionen, och 1866 gav riksdagen sitt samtycke till detta, dock med beloppets nedsättning för framtiden till 2 000 riksdaler.
Richert framlade år 1825 ett förslag om att ogifta kvinnor skulle myndigförklaras, men förslaget blev inte antaget med hänvisning till att kvinnor då skulle bli utsatta för svindleri och råka i ekonomisk nöd.

### Liberal talesman
Även i politiskt hänseende var Richert den svenska liberalismens förnämste märkesman, även om ståndsförfattningen och hans egen obenägenhet för offentligt framträdande hindrade honom att verka som praktisk statsman. Trots allt liberalt ivrande mot kungligt allenastyrande gällde striden mellan tidens liberalism och konservatism i Sverige med dess av ingen antastade konstitutionalism inte frågan om envälde, utan om parlamentarism, byråkratism och korporationsväsen. Det sistnämnda stred emot den liberala individualismen, som inte ville veta av några mellanbildningar mellan individerna och den som blott ett aggregat av sådana uppfattade staten, under det att "den historiska skolans" konservatism i enlighet med sin organiska uppfattning av statslivet ansåg mellanbildningar nödvändiga och – med mindre skäl – höll just på de befintliga.
Denna motsats fick särskild betydelse genom sitt sammanhang med det stora liberala önskemålet: avskaffandet av ståndskorporationerna som grund för riksdagens sammansättning, och därför blev den strid, vari Richert invecklades om universitetskorporationernas jurisdiktion, ett av de märkligaste momenten i striden hos oss mellan liberalism och konservatism.
Som ledamot av en för utredning av ifrågavarande jurisdiktion tillsatt kommitté hade Richert nämligen författat ett mot den akademiska jurisdiktionen riktat utlåtande av 1820, och då detta blev utsatt för skarp kritik från Uppsala universitet, utgav han anonymt 1822 Ett och annat om corporationer, privilegier, nämnd i domstolar etc. etc. etc. i anledning af Consistorii academici i Upsala betänkande om den academiska jurisdictionen, som utgör den dåtida svenska liberalismens enda egentliga försök att vetenskapligt motivera sina doktriner och framkallade ryktbara motskrifterna av Geijer och Biberg, Nytt 'ett och annat' i anledning af frågan om akademiska jurisdiktionen och Om falsk och sann liberalism.

### Insatser för representationsreformen
De politiska konsekvenserna av sin här hävdade grundåskådning drog Richert, då han 1830 tillsammans med Carl Henrik Anckarsvärd utgav ett Förslag till nationalrepresentation. Det tillfälle att verka för dettas realiserande, som yppade sig för honom, då 1840 års radikala konstitutionsutskott önskade honom till sekreterare, utnyttjade han dock inte, utan avslog även detta anbud. Frånsett skriften om den akademiska jurisdiktionen och representationsförslaget var det genom personlig inverkan, framför allt genom brevväxling, som Richert blev den svenska politiska liberalismens "lärofader".
Även om det vid 1840 års riksdag som vilande antagna representationsförslaget inte helt överensstämde med Richerts åsikter, var han dock i hög grad intresserad för dess framgång, och i ett brev till L. J. Hierta 1842 uttalade han sig för, att tidningarna borde "i tid och otid ideligen fördöma ståndsrepresentationen", så att allmänheten "slutligen icke vet", varifrån den fått en så bestämd övertygelse om dennas förkastlighet. Detta brev, det beryktade "Truvebrevet", som föll i händerna på Crusenstolpe och av honom 1845 offentliggjordes, ådrog Richert ett bittert hat inom det konservativa lägret, och han beskylldes av dess press för att ha på oärligt sätt velat skapa en opinion och till och med för att ha brutit sin ämbetsed om trohet mot den bestående författningen.
När denna storm bröt ut, var 1840 års förslag fallet vid 1844 års riksdag, och vid de försök, som med anledning därav gjordes att åvägabringa en annan lösning av frågan, lät Richert genom Anckarsvärd på riddarhuset (1845) framställa deras gemensamma förslag från 1830 i något modifierad form, dock utan resultat. Det representationsförslag, som Oscar I 1848 framlade, överensstämde emellertid i åtskilligt med nämnda förslag, och i Stockholms "reformsällskap" uppträdde också Richert ivrigt till dess försvar. Att det, inte minst till följd av de radikala reformivrarnas förvållande, föll vid 1850 års riksdag, beklagade han ständigt, och vid den försumpning, vari representationsreformen därefter råkade, såg det också ut, som om hans förhoppningar på ståndsförfattningens upphävande skulle bli fåfänga. Han fick dock bevittna De Geerska förslagets framläggande (1863) och hälsade det med glädje, ehuru han fann det alltför plutokratiskt och därför sämre än 1848 års. Richert avled dock innan representationsreformen, i vars förberedande han i alla fall haft så stor del, kunde genomföras.
Richert blev kommendör av Kungl. Nordstjärneorden 28 april 1858.